# فقط خدا می‌دونه
«فقط خدا می‌دونه» تک‌آهنگی از گروه موسیقی راک اند رول بیچ بویز است که در ۱۱ ژوئیه ۱۹۶۶ منتشر شد. این تک‌آهنگ در آلبوم پت ساوندز قرار داشت.
این ترانه در چارت بریتانیا به رتبه دو رسید و از معروفترین کارهای بیچ بویز گردید. در فهرست پانصد ترانه برتر کل تاریخ که در توسط رولینگ استون منتشر شد این ترانه در جایگاه ۲۵ قرار داشت.